# Micronereis nanaimoensis
Micronereis nanaimoensis är en ringmaskart som beskrevs av Miles Joseph Berkeley 1953. Micronereis nanaimoensis ingår i släktet Micronereis och familjen Nereididae. Inga underarter finns listade i Catalogue of Life.